# Nemotelus rumelicus
Nemotelus rumelicus is een vliegensoort uit de familie van de wapenvliegen (Stratiomyidae). De wetenschappelijke naam van de soort is voor het eerst geldig gepubliceerd in 1996 door Beschovski & Manassieva.